# تور پرتابی دستی

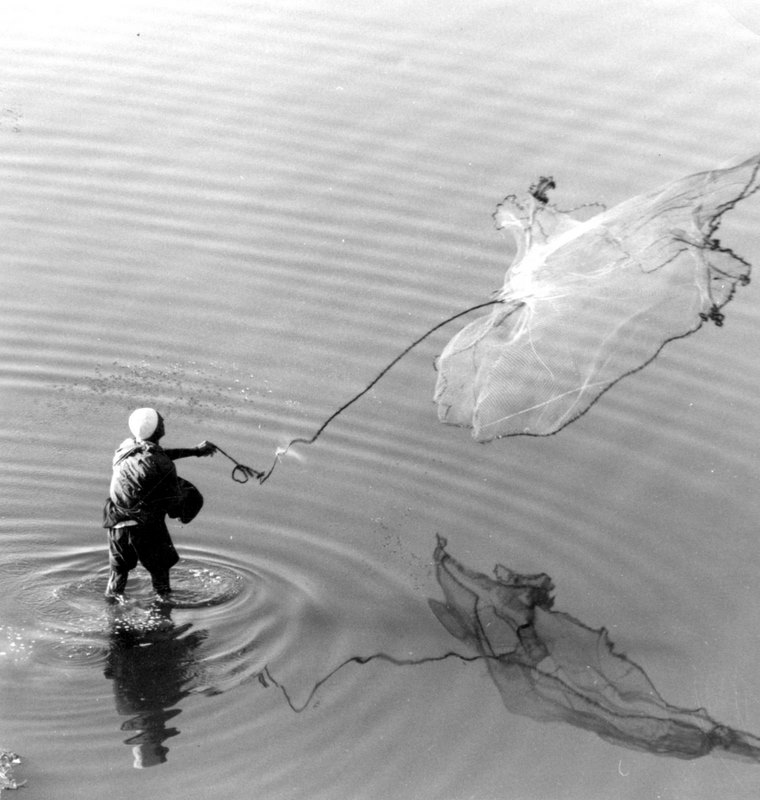
تور دستی، توسط عکاس پیشگام عراقی مراد الدغستانی، دهه ۱۹۳۰

تور پرتابی دستی، تورافکنی یا تورافشانی (به انگلیسی: Cast net) که تور پرتابی (throw net) نیز نامیده می‌شود، توری است که برای ماهیگیری استفاده می‌شود. این توری دایره‌ای است که وزنه‌های کوچکی در اطراف لبه آن پخش شده است.
توری با دست به گونه‌ای ریخته می‌شود یا پرتاب می‌شود که در حالی که در هوا است پیش از فرورفتن در آب پخش می‌شود. این تکنیک را ریخته‌گری توری یا پرتاب توری می‌نامند. هنگامی که تور به داخل کشیده می‌شود، ماهی‌ها صید می‌شوند. این وسیله ساده به‌ویژه برای صید طعمه‌های کوچک یا ماهی‌های طعمه‌ای مؤثر است و هزاران سال است که با تغییرات مختلف مورد استفاده قرار می‌گیرد.

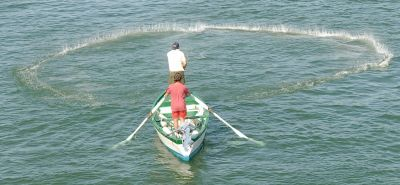
توری که در آب فرومی‌رود

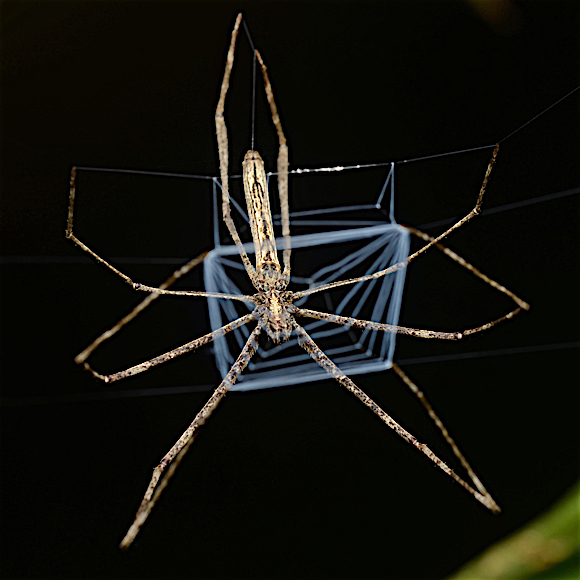
عنکبوت تارافکن

عنکبوت‌های تارافکن (یا عنکبوت‌های رتیاریوس) عنکبوت‌های چوب‌مانندی هستند که تارهایی را بین پاهای جلویی خود می‌سازند. هنگامی که طعمه نزدیک می‌شود، عنکبوت تور خود را تا زمانی که بسیار بزرگ‌تر می‌شود، دراز می‌کند و سپس خود را به سوی طعمه خود می‌برد و آن را با تار می‌بندد.